# Караковский, Алексей Владимирович
Алексе́й Влади́мирович Карако́вский (род. 19 сентября 1978, Москва) — российский музыкант, писатель, поэт, публицист. Внук советского и российского педагога, народного учителя СССР Владимира Абрамовича Караковского. В 2000 году окончил факультет педагогики и психологии Московского педагогического государственного университета.

## Деятельность
Музыка. Основной творческий проект — группа «Происшествие» (с 1994 года), в составе которой Алексей записал несколько сотен песен и дал множество концертов в Москве, Петербурге и других городах России. Также много выступал в одиночку, под акустическую гитару. Наиболее известные песни посвящены исторической и географической тематике («Свободная Сибирь», «Катерина читает письма») и любви («Поцелуй в лифте»). Первая студийная запись, сделанная при поддержке Московской рок-лаборатории, относится к 1996 году; одновременно с «Происшествием» на этой же студии работали Александр Непомнящий и Веня Д’ркин. Выступал на фестивалях «Купала фест», «Быть добру!», «Платформа», «Дивные берега», «ХолоДень» и др.; постоянный участник мероприятий, организуемых Академией вольных путешествий. Был одним из постоянных участников фестиваля политического искусства «Муза непокорных», проходившего с 2012 года каждое 1 мая в Сахаровском центре.  С 2016 года песни Алексея Караковского регулярно звучат на волнах «Радио Самара Максимум»; в 2018 году Алексей вёл на этом радио авторскую передачу «Всё своё». В 2020 году получил стипендию Министерства культуры Российской федерации, благодаря которой с помощью Олега Ковриги и музыкального издательства «Отделение «Выход» издал большими тиражами свои наиболее известные альбомы «Дьявол и Господь Босх» и «Чёрные маки свободы». С 2021 года Алексей Караковский исполняет свои песни также с блюз-рок-коллективом «Кюрасао», панк-группой «Ложные показания», а также в составе ансамбля акустической музыки «Сад Мандельштама» при участии музыканта Александры Ластоверовой и петербургского поэта Татьяны Вольтской. Сотрудничал в качестве гитариста, бас-гитариста и аранжировщика с Ростиславом Чебыкиным, группами «Шпиль», «Кольчуга из крапивы», «Клуб аутичных музыкантов», «Санька и чёртики» и др. Также играет на клавишных, губной гармонике и мандолине.
Литература. С 2007 года — член Союза писателей Москвы, с 2019 - член Московского союза литераторов. В 2000-2007 гг. работал главным редактором ряда литературных изданий («Точка Зрения», «Пролог»), а также в книжных сериях издательств «Вагриус» и «Книжный сад»; выступал в качестве эксперта по молодой литературе на телеканале «Культура». Первая книга стихов «Вспомни что-нибудь» вышла с предисловием Кирилла Ковальджи. Литературные произведения публиковались в журналах «Крещатик», «Сибирские огни», «День и ночь», «Октябрь», «Дети Ра», «Кольцо А», «Смена», «Литературная учёба», «Пантеон андеграунда», и др.; отдельные произведения выходили в литературной периодике Германии, Канады и Израиля. Известен переводами поэтов-битников (Ч. Буковски, Р. Бротиган и др.), европейских поэтов Второй мировой войны (М. Радноти, М. Манушьян и др.), а также множества известных песен («Johnny B. Goode», «Waterloo Road», «Molly Malone» и др.). В 2016 году стал инициатором и составителем альманаха неподцензурной поэзии «Привычка жить в гетто», вышедшего при поддержке фестиваля «Муза непокорных». Организатор литературной премии «Северная земля» (2014-2017), издательского проекта «Современная литература в Интернете» (2001-2017).
Публицистика. С 2007 года — главный редактор журнала и агентства новостей «Контрабанда», посвящённого андеграундной культуре. Основная тема публицистики - история контркультуры и независимого искусства, а также обоснование авторской философско-художественную концепции христианского анархизма. Наиболее известные публикации - о панк-молебне «Pussy Riot» , феномене «паразитного текста» в литературе и серия статей «Герои панк-рока». 
Некоторые стихи и песни Алексея Караковского переведены на английский язык, а также на французский, испанский и казахский языки. В 2018 году был выпущен единственный сингл группы «Происшествие» на английском языке «Humanoid». 

## Дискография
С группой «Происшествие»:
- 2012 — Автостопом по облакам
- 2013 — Танцевать!
- 2013 — Кафе «Цветы»
- 2014 — Северная земля
- 2014 — Простая музыка
- 2015 — Виктимология
- 2015 — Достоевский
- 2016 — Интифада
- 2016 — Радио Арктика
- 2018 — Счастье
- 2019 — Смерть как чудо
- 2019 — Улица юности
- 2020 — Кино на экране дождя
- 2020 — Оккупация
- 2020 — Чёрные маки свободы (Отделение «Выход»)
- 2020 — Дьявол и Господь Босх (Отделение «Выход»)
- 2021 — Беспризорные песни
- 2022 — Все разговоры записываются
- 2023 — Один раз для меня шёл снег

С группой «Ложные показания»:
- 2021 — Без сотрудничества со следствием
- 2021 — Страна мечтателей, страна героев
- 2023 — Космический Уклад Един
- 2023 — Санаторий Правда
- 2023 — ТРК Родина

С  группой «Кюрасао»:
- 2021 — Лисьи следы

С ансамблем «Сад Мандельштама»:
- 2022 — Белая ложь

Прочее:
- 2016 — «Блуждающие гормоны»: Плохие девочки
- 2017 — Владислава Рукавишникова: Белый альбом
- 2021 — «Блуждающие гормоны»: Кровь, трава, косметика
- 2021 — Рукавишникова, Караковский, Ляховский: Голая под одеждой
- 2021 — Рукавишникова, Караковский, Ляховский: Синдром ируканджи

## Книги
- Вспомни что-нибудь (сборник стихов; Москва, «Вест-Консалтинг» , 2007);
- Рок-н-ролльный возраст (автобиографическая проза и тексты песен, «Литкон-Пресс», 2008, 2010).
- Автостопом во Владивосток (повесть; Москва, «Маска», 2009);
- Мне слишком мало тебя (повести и рассказы; Москва, ИП Воробьёв, 2010);
- Тринадцатая реинкарнация (лучшие стихотворения; Берлин, «epubli Berlin», 2010);
- Мы просто любим петь! (тексты песен; Москва, «Алькор Паблишерс», 2014);
- Нотная грамота (сборник стихов; Москва, «Алькор Паблишерс», 2014);
- Похвистнево (русский народный апокалипсис; Самара, 2018);
- Трам-тарарам оркестр (повесть; Красноярск, «Палитра», 2020);
- Рецепт катастрофы и противоядия от неё (сборник стихов, «Алькор Паблишерс», 2022).

В сборниках:
- Пролог: молодая литература России (Вагриус, 2006);
- Пролог: молодая литература России (Вагриус, 2007);
- Новые писатели (Книжный сад, 2007);
- «Москва — я люблю тебя!» — сборник рассказов современных авторов о Москве (Астрель, Олимп, 2010);
- Кошкин альманах (ИП Воробьёв, 2011);
- Пересечение границ: Москва (ИП Воробьёв, 2011);
- Пересечение границ: Петербург (ИП Воробьёв, 2011);
- Привычка жить в гетто (Москва, Фестиваль «Муза непокорных», 2016);
- Кочегарка, вып. 1-2 (самиздат, 2020-2021).

## Премии
- 2005. «Золотое перо Руси», за статью «Эпоха Риндзай-року или конец русского рок-н-ролла»;
- 2006. Премия педагогического признания «Добрая лира») за повесть «Лунная собака»;
- 2007. Премия журнала «Кольцо А» за рассказ «Конец сезона».
- 2013. Музыкальная премия «Русский андеграунд» за песню «Libertad o muerte»
- 2016. Шорт-лист Самарского кинофестиваля за клип на песню «Бездомный пёс по кличке Зима»